# Włosi w Szydłowcu
W pierwszej połowie XVII wieku w Szydłowcu istniała niewielka kolonia włoska. 
Do osób pochodzenia włoskiego w Szydłowcu w XVII wieku można zaliczyć m.in. Tomasza Regiusa, malarza szydłowieckiego i książęcego i Albrechta Fodygę który przez pewien czas był burmistrzem miasta Szydłowca. Jego krewny, murator Kasper Fodyga, który wraz z bratem Sebastianem przybył z Mesocco do Chęcin, gdzie uczestniczył w pracach budowlanych przy jednym z chęcińskich kościołów, kierował przez pewien czas budową ratusza szydłowieckiego. Włosi zajmowali się zwykle murarstwem, kamieniarstwem oraz sztuką, pełnili także funkcje dworskie. Poza Regiusem i Fodygami w Szydłowcu mieszkali także inni przedstawiciele tego narodu: murator Gian Vegio (1602), murator Franciszek (1602–1603), Calisetti (przed 1604), Marcin Mocz (1603–1605), mularz Piotr Barro (1639) oraz miernik dworski Piotr Pebelavo (1618–1619).
Być może pod wpływem Włochów w Szydłowcu Albrycht Władysław Radziwiłł ściągnął Regiusa do Szydłowca, zwłaszcza że w czasie budowy zamku, kończono również wtedy, rozpoczętą w 1602 roku budowę ratusza w Szydłowcu. Budowa została zakończona w 1629 roku. Możliwe że rzemieślnicy związani z budową ratusza pracowali także na zamku.
Z historią rzeźby w Szydłowcu związany jest Bartolommeo Berrecci, który wykonał renesansowy nagrobek Mikołaja Szydłowieckiego w kościele farnym.